# Ellis Rastelli
Ellis Rastelli (Cortemaggiore, 18 de enero de 1975) es un ciclista italiano que fue profesional de 1998 a 2004.

## Palmarés
1998
- 1 etapa del Regio Tour

1999
- 1 etapa de la Bicicleta Vasca

2001
- 1 etapa del Giro de Italia[1]

## Resultados en Grandes Vueltas
| Carrera | Carrera         | 1998  | 1999 | 2000 | 2001 | 2002  | 2003 | 2004 |
| ------- | --------------- | ----- | ---- | ---- | ---- | ----- | ---- | ---- |
|         | Giro de Italia  | F. c. | ―    | ―    | 85.º | 123.º | ―    | 72.º |
|         | Tour de Francia | ―     | ―    | ―    | ―    | ―     | ―    | ―    |
|         | Vuelta a España | ―     | ―    | Ab.  | ―    | ―     | ―    | Ab.  |

―: no participa

Ab.: abandono

F. c.: fuera de control